# Euphaedra (Euphaedrana) asteria
Euphaedra (Euphaedrana) asteria es una especie de  Lepidoptera, de la familia Nymphalidae,  subfamilia Limenitidinae, tribu Adoliadini, género Euphaedra, subgénero Euphaedrana.

## Localización
Esta especie de Lepidoptera se encuentra localizada en República Democrática del Congo. 